# Saldanha Marinho
Saldanha Marinho là một đô thị thuộc bang Rio Grande do Sul, Brasil. Đô thị này có diện tích 221,605 km², dân số năm 2007 là 2982 người, mật độ 13,46 người/km².